# Sigurd Herbern
Sigurd Frithjof Herbern (ur. 22 listopada 1900 w Oslo, zm. 18 stycznia 1987 tamże) – norweski żeglarz, olimpijczyk.
Na regatach rozegranych podczas Letnich Igrzysk Olimpijskich 1936 wystąpił w klasie Star zajmując 6 pozycję. W załodze jachtu KNS znajdował się również Øivind Christensen.